# Beata Kozidrak
Beata Kozidrak, właśc. Beata Elżbieta Pietras z domu Kozidrak (ur. 4 maja 1960 w Lublinie) – polska piosenkarka, autorka tekstów i kompozytorka. Członkini Akademii Fonograficznej Związek Producentów Audio-Video (ZPAV).
Działalność muzyczną zaczynała w latach 70. od amatorskich występów z bratem Jarosławem Kozidrakiem, z którym w 1978 założyła zespół Bajm, którego została wokalistką. Z zespołem wydała 10 albumów studyjnych i wypromowała przeboje: „Piechotą do lata”, „Józek, nie daruję ci tej nocy”, „Różowa kula”, „Co mi Panie dasz”, „Nie ma wody na pustyni”, „Małpa i ja”, „Płynie w nas gorąca krew”, „Dwa serca, dwa smutki”, „Jezioro szczęścia”, „Biała armia”, „Ta sama chwila”, „Dziesięć przykazań”, „Lola, Lola”, „Szklanka wody”, „O tobie” i „Myśli i słowa”. Od 1998 także artystka solowa, wydała cztery albumy solowe: Beata (1998), Teraz płynę (2005), B3 (2016) i 4B (2023) oraz wypromowała przeboje: „Siedzę i myślę”, „Taka Warszawa”, „Rzeka marzeń”, „Teraz płynę”, „Nie pytaj o miłość” (nagrany na potrzeby serialu M jak miłość), „Bingo”, „Upiłam się tobą”, „Niebiesko-zielone”, „Bliżej” i „Gambit”. Za sprzedaż solowych albumów i singli otrzymała trzy podwójnie platynowe płyty, jedną platynową i jedną złotą.
Zdobywczyni licznych nagród muzycznych, m.in. pięciu Fryderyków (w tym honorowego Złotego Fryderyka), pierwszej nagrody na Festiwalu Piosenki Krajów Nadbałtyckich w Karlshamn, Grand Prix Midnight Sun Song Festival w Lahti, Złotej Karolinki Krajowego Festiwalu Piosenki Polskiej w Opolu, Bursztynowego Słowika i Super Gwiazdy Plejady.
Zagrała drugoplanową rolę w filmie Pan Kleks w kosmosie i epizodyczną w serialu Niania. Była jurorką, uczestniczką bądź bohaterką wielu telewizyjnych programów rozrywkowych oraz wzięła udział w ogólnopolskich kampaniach reklamowych dla dwóch dużych firm. Prowadzi czynnie działalność charytatywną.

## Życiorys

### Rodzina i edukacja
Urodziła się w Szpitalu Żydowskim w Lublinie jako najmłodsze z trojga dzieci Alicji i Mariana Kozidraków. Matka prowadziła dom, a ojciec był inżynierem i miał przedsiębiorstwo budowlane. Ma starszą o osiem lat siostrę Mariolę i starszego o pięć lat brata Jarosława. Mieszkali w Lublinie w kamienicy przy ul. Grodzkiej 36 A; o swoim domu rodzinnym Kozidrak napisała później utwór „Lublin, Grodzka 36 A”. Następnie przeprowadziła się z rodziną na Ponikwodę. Wychowywała się w rodzinie o muzycznych tradycjach, sama już jako dziecko zainteresowała się śpiewaniem i wraz z rodzeństwem często śpiewała na domowych uroczystościach. Jej ojciec zmarł w 2005 wskutek nowotworu.
W wieku sześciu lat zaczęła uczęszczać na zajęcia ogniska baletowego, które jednak przerwała po sześciu latach, ponieważ rodzice nie wyrazili zgody na to, by kontynuowała treningi w Warszawie. W szkole podstawowej podjęła naukę gry na skrzypcach, zainteresowała się również śpiewaniem. W okresie szkolnym zafascynowała się twórczością Czesława Niemena, Marka Grechuty, Breakoutu, Led Zeppelin, Józefa Skrzeka i SBB. W liceum trenowała szermierkę i gimnastykę artystyczną. Ponadto pisała wiersze.

### Kariera zawodowa
Podczas nauki w III Liceum Ogólnokształcącym im. Unii Lubelskiej w Lublinie śpiewała w chórze szkolnym oraz zespołach Meloman i Fobos. Wspólnie z bratem Jarosławem występowała w lokalnych domach kultury i klubach studenckich, a także na szkolnych juwenaliach. Poszerzywszy skład zespołu o wokalistę Andrzeja Pietrasa oraz o gitarzystę Marka Winiarskiego, na początku 1978 utworzyli zespół Bajm, grający wtedy akustyczną muzykę, w nurcie piosenki turystyczno-harcerskiej. Z utworem „Piechotą do lata” uczestniczyli w kilku lokalnych przeglądach, m.in. zajęli trzecie miejsce na Konkursie Młodych Talentów w Świdniku, a także zajęli drugie miejsce w konkursie „Debiutów” w ramach 16. Krajowego Festiwalu Piosenki w Opolu. W tym okresie odrzuciła propozycję zostania chórzystką Maryli Rodowicz, jednocześnie po ukończeniu liceum nie kontynuowała nauki, woląc skupić się na działalności scenicznej. W 1980 zaśpiewała gościnnie na płycie Ona przyszła prosto z chmur Budki Suflera. W 1982 wystąpiła z Bajmem na festiwalu piosenki Schlagerfestival w Dreźnie, na którym otrzymali nagrodę dziennikarzy po wykonaniu niemieckojęzycznych wersji piosenek „Piechotą do lata” i „Żal prostych słów”. W 1983 wyruszyła z zespołem w ogólnopolską trasę koncertową i zagrała recital w ramach programu Bajm na dachu dla Telewizji Polskiej oraz wydała debiutancki album studyjny, zatytułowany po prostu Bajm, który rozszedł się w wówczas rekordowym, ponad półmilionowym nakładzie. Płytę promowali m.in. singlami: „Co mi Panie dasz”, „Józek, nie daruję ci tej nocy” i „Nie ma wody na pustyni”, które stały się przebojami. Rok później wydała z Bajmem album pt. Martwa woda oraz odbyła trasę koncertową po Wietnamie. W 1986, reprezentując Polskę, zwyciężyła na Festiwalu Piosenki Krajów Nadbałtyckich w Karlshamn dzięki wykonaniu utworu „Diament i sól”, za który otrzymała także wyróżnienie na 23. Międzynarodowym Festiwalu Piosenki „Sopot 1986”. Piosenką promowała kolejny album Bajmu pt. Chroń mnie. W 1988 zwyciężyła z Bajmem na festiwalu MESAN w Belgradzie oraz wydała album Nagie skały, a także zagrała księżniczkę z rock-planety w filmie Pan Kleks w kosmosie, do której nagrała piosenkę „Ratujmy kosmos”.

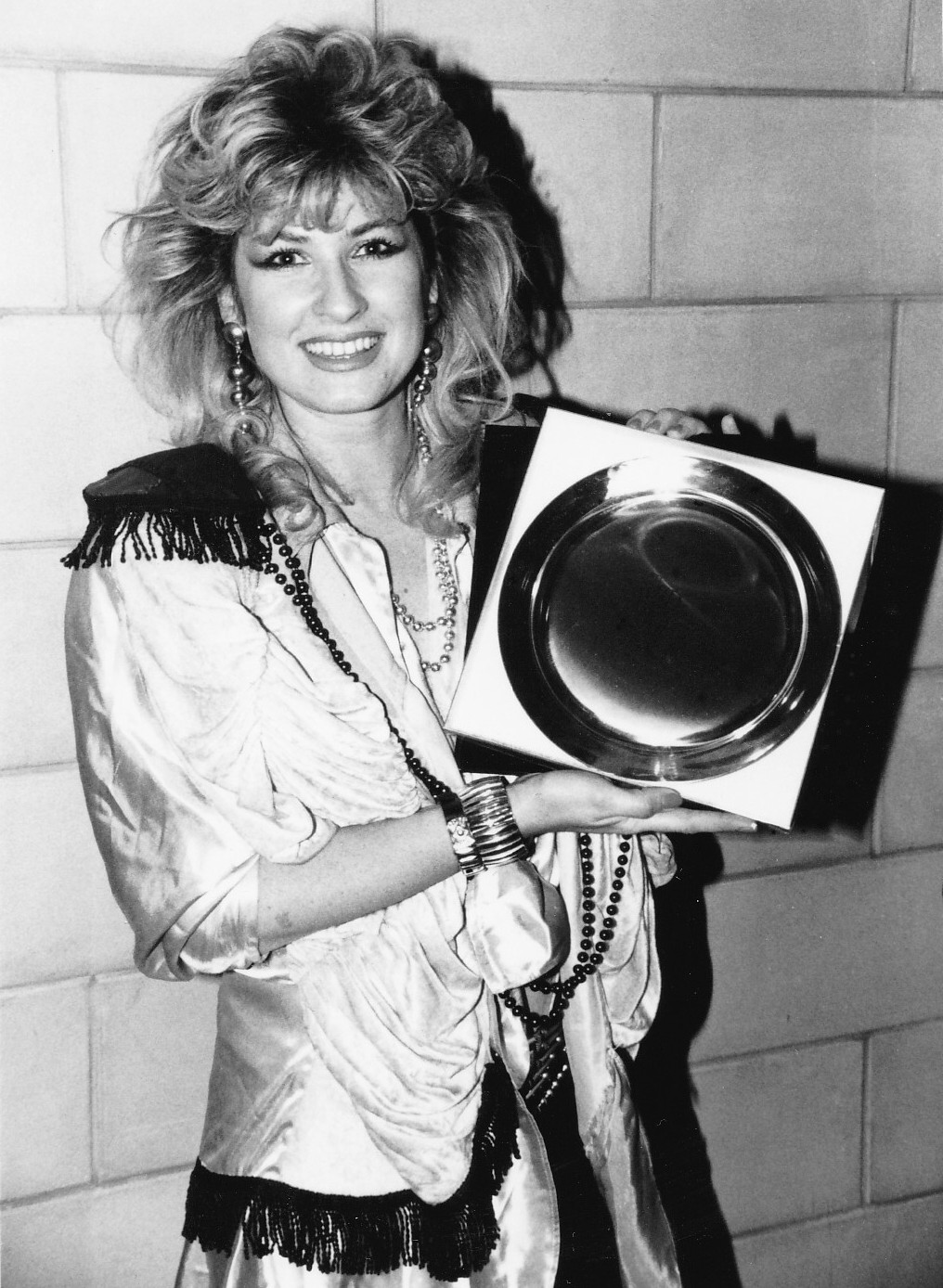
Kozidrak w 1989 po zwycięstwie na Midnight Sun Song Festival w Lahti (1989)

Równorzędnie z graniem w zespole kontynuowała działalność solową. W 1989 za wykonanie piosenki „Hurry My Love” otrzymała Grand Prix na Midnight Sun Song Festival w Lahti. Z uwagi na chłodne przyjęciu utworu w Polsce, z którym wystąpiła m.in. na 26. Międzynarodowym Festiwalu Piosenki „Sopot 1989”, zawiesiła działalność solową i kontynuowała współpracę z Bajmem. Również w 1989 została wybrana najlepszą wokalistką roku w plebiscycie magazynu muzycznego „Non Stop”. Pod koniec 1990 wydała z Bajmem album pt. Biała armia, który tuż po premierze uzyskał status złotej płyty za sprzedaż w Polsce. W 1993 premierę miał kolejny album jej zespołu pt. Płomień z nieba, który promowali m.in. przebojem „Ta sama chwila”. W 1994 nagrała piosenkę „Tyle chciałem ci dać” z grupą Universe na ich płytę Być przy tobie, wzięła udział w nagraniu hymnu akcji charytatywnej „Pomóż dzieciom przetrwać zimę”, otrzymała Złotą Karolinkę za całokształt twórczości podczas 31. KFPP w Opolu oraz odbyła z Bajmem trasę koncertową dla Polonii w Stanach Zjednoczonych. W 1995 wydała z Bajmem album pt. Etna oraz odbyła kolejną trasę dla amerykańskiej Polonii, tym razem poszerzoną o Kanadę.
Po podpisaniu w 1996 kontraktu płytowego z polskim oddziałem koncernu EMI ponownie zaplanowała prace nad pierwszym solowym albumem, a wszystkie nagrania skomponowali dla niej Abramek i Sot. W sierpniu 1998 zaprezentowała album pt. Beata, w którego nagraniu uczestniczyli muzycy waszyngtońskiej sceny jazzowej. Album promowała m.in. singlami „Siedzę i myślę”, „Żal mi tamtych nocy i dni” oraz „Taka Warszawa”, które stały się przebojami. Płyta doczekała się entuzjastycznych recenzji od krytyków oraz przyniosła jej liczne nagrody, m.in. dwa Fryderyki (dla najlepszej wokalistki i za najlepszy album pop), Superjedynkę za najlepszy album pop podczas 38. KFPP w Opolu, trzy nagrody radiowe „Play-Box” (dwie w kategorii „Przebój Roku – Złota Dziesiątka” oraz jedną dla najlepszej wokalistki) oraz statuetkę Wiktora dla najpopularniejszej gwiazdy estrady. Za sprzedaż albumu w nakładzie ponad 170 tys. egzemplarzy odebrała certyfikat podwójnie platynowej płyty.
W 2000 wydała kolejny album z Bajmem pt. Szklanka wody oraz nagrała solowo piosenkę „Rzeka marzeń” na potrzeby ścieżki dźwiękowej do filmu W pustyni i w puszczy. W 2001 otrzymała kolejnego Fryderyka dla najlepszej wokalistki. W latach 2002 i 2003 otrzymała kolejne Superjedynki dla najlepszej wokalistki, w 2003 nominowano ją także do Fryderyka dla najlepszej wokalistki. W sierpniu 2003 zaprezentowała utwór „Stara baśń”, który nagrała w duecie z córką Katarzyną Pietras na potrzeby filmu Stara baśń. Kiedy słońce było bogiem. Również w 2003 wywiad przeprowadzony z nią przez Tomasza Raczka został opublikowany w jego książce Karuzela z Madonnami, a premierę miał kolejny album Bajmu pt. Myśli i słowa, za który otrzymali Superjedynkę – najlepszy album pop. W 2004 była nominowana do nagrody Eska Music Award w kategorii „artystka roku – Polska” oraz została ambasadorką nowo powstałego Radia Wawa. W lutym 2005 włączyła się w imprezę charytatywną TVP1, podczas której zbierano pieniądze na rzecz Fundacji Polskiego Sztucznego Serca.
We wrześniu 2005 na 42. festiwalu sopockim została z Bajmem uhonorowana statuetką Złotego Słowika za całokształt twórczości, a w listopadzie zaangażowała się w akcję charytatywną I Ty możesz zostać św. Mikołajem organizowaną na Rynku Głównym w Krakowie przez TVP1 na rzecz domów dziecka w regionie małopolskim. 18 listopada wydała drugi solowy album pt. Teraz płynę, nad którym pracowała z Abramkiem i Sotem oraz muzykami waszyngtońskiej sceny jazzowej, która tuż po premierze uzyskała status złotej płyty, a ostatecznie osiągnęła status podwójnie platynowej płyty. Album, zawierający m.in. przeboje „Teraz płynę” i „Złota brama”, został entuzjastycznie przyjęty przez krytykę oraz przyniósł jej statuetkę Złotych Dziobów Radia Wawa w kategorii „płyta roku”. W styczniu 2006 zagrała z Bajmem minirecital podczas finału programu Piosenka dla Europy 2006 oraz zaśpiewała na sylwestrowym koncercie Sylwester pod dobrą gwiazdą na Rynku we Wrocławiu. W kwietniu była nominowana do Wiktora w kategorii „piosenkarz lub artysta estradowy”. W maju wydała solowy, podwójny album kompilacyjny pt. Platynowa, składający się z jej obu solowych płyt oraz krążka DVD z zapisem wywiadu z artystką przeprowadzonym podczas prac nad albumem Beata oraz teledyskami do piosenek: „Siedzę i myślę”, „Taka Warszawa”, „Teraz płynę” i „Złota brama”. Wydawnictwo promowała singlem „Tak wiem” z płyty Teraz płynę. W czerwcu tego samego roku odsłoniła swoją gwiazdę w Alei Gwiazd Polskiej Piosenki w Opolu, a za album Teraz płynę była nominowana do nagrody Superjedynki w kategorii „płyta pop” podczas 43. KFPP w Opolu. Miesiąc później wystąpiła w koncercie „Top” w ramach festiwalu TOPtrendy 2006. W czerwcu 2007 była jedną z jurorek podczas koncertu „Trendy” w ramach festiwalu TOPtrendy 2007 oraz została szefową Radia Beaty Kozidrak na platformie n, a 31 grudnia wystąpiła z Bajmem podczas polsatowskiego koncertu Sylwestrowa moc przebojów na Rynku Głównym w Krakowie.

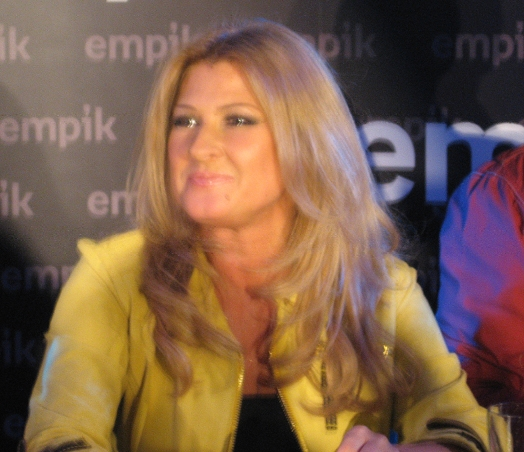
Kozidrak na promocji albumu Ballady 2 w Salonie Empik Junior w Warszawie (2008)

W 2008 obchodziła jubileusz 30-lecia Bajmu, który świętowali serią koncertów jubileuszowych. W lutym 2009 nagrana przez nią piosenka „Deszcz” w duecie z Robertem Janowskim znalazła się na jego płycie pt. Song.pl. W maju premierę miał singiel „Nie pytaj o miłość”, który nagrała na potrzeby serialu telewizyjnego M jak miłość. Również w 2009 wystąpiła gościnnie w serialu Niania. W marcu 2010 ukazał się album Urszuli pt. Dziś już wiem z przebojem „Ten drugi”, do którego tekst napisała Beata Kozidrak, w tym samym miesiącu wydała z Bajmem album pt. Blondynka. W październiku 2010 wystąpiła w Teatrze Polskim w Warszawie podczas koncertu z okazji 40-lecia istnienia TVP2, a rok zakończyła występem na koncercie Sylwester z Dwójką – Imperium gwiazd. W sierpniu 2011 wraz z innymi wykonawcami wzięła udział w nagraniu charytatywnej piosenki „Mama Afryka”, zrealizowanej na rzecz wsparcia akcji pomocy UNICEF i Polskiej Akcji Humanitarnej dla głodujących w Somalii. Wiosną 2012 została trenerką chóru z Lublina w trzeciej edycji programu rozrywkowego TVP2 Bitwa na głosy zajęła siódme miejsce. W kwietniu tego samego roku znalazła się w komisji jurorskiej konkursu Hit biało-czerwonych, podczas którego wyłaniany był oficjalny przebój reprezentacji Polski w piłce nożnej mężczyzn podczas Mistrzostw Europy w Piłce Nożnej 2012, a pod koniec roku wystąpiła podczas koncertu Świętokrzyskie kolędowanie z Polsatem w bazylice katedralnej Wniebowzięcia NMP w Kielcach. W marcu 2014 wraz z Bajmem została uhonorowana przez Ruch Piękniejsza Polska i ministra kultury nagrodą Piękniejsza Polska za „tworzenie piękna, którym możemy szczycić się przed światem”.

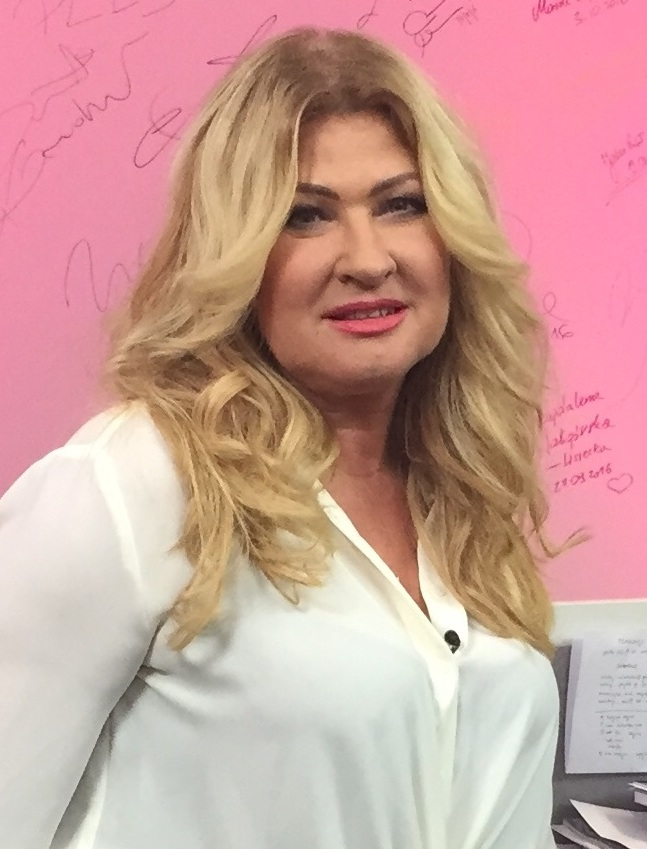
Kozidrak podczas nagrania programu Gwiazdy Cejrowskiego (2016)

W maju 2015 na festiwalu Polsat SuperHit Festiwal otrzymała indywidualną statuetkę Bursztynowego Słowika za całokształt twórczości, ponadto zagrała na festiwalu recital „Beata i Bajm, jakich nie znacie. Jubileusz zespołu Bajm”. We wrześniu 2016 wydała trzeci, solowy album studyjny pt. B3, który otrzymał status złotej płyty po przekroczeniu progu ponad 15 tys. sprzedanych egzemplarzy. Stylistykę znaną z poprzednich płyt wzbogaciły brzmienia elektroniczne. Materiał skomponowała wspólnie z Marcinem Limkiem. Album promowały single: certyfikowany złotem „Bingo” oraz notowane w pierwszej dwudziestce polskiego zestawienia airplay: certyfikowany podwójną platyną „Upiłam się Tobą”, „Niebiesko-zielone”, „Ruchome wydmy”, „Letni wiatr” i „Obok nas”. Na początku 2017 koncertowała w ramach solowej trasy koncertowej B3xclusive Tour, zorganizowanej w największych salach koncertowych w kraju. W maju 2017 zaśpiewała piosenki „Upiłam się tobą” i „Niebiesko-zielone” w koncercie Radiowy przebój roku podczas Polsat SuperHit Festiwal 2017 i odebrała Super Gwiazdę Plejady od redakcji serwisu Plejada.pl za „wybitną osobowość sceniczną i niemal 40 lat sukcesów”, 24 listopada zaśpiewała gościnnie podczas koncertu pożegnalnego zespołu Hey na warszawskiej Hali Torwar, a 31 grudnia wystąpiła na imprezie noworocznej „Warszawa – stolica sylwestra 2017” organizowanej przez telewizję TVN na Placu Zamkowym w Warszawie. W 2019 m.in. zagrała w polskim zwiastunie siódmego sezonu serialu Netflixa Orange Is the New Black oraz w polskiej wersji językowej filmu animowanego Playmobil: Film, była kapitanką jury w drugiej edycji programu Polsatu Śpiewajmy razem. All Together Now i wystąpiła na Earth Festival organizowanym przez Polsat w Uniejowie.

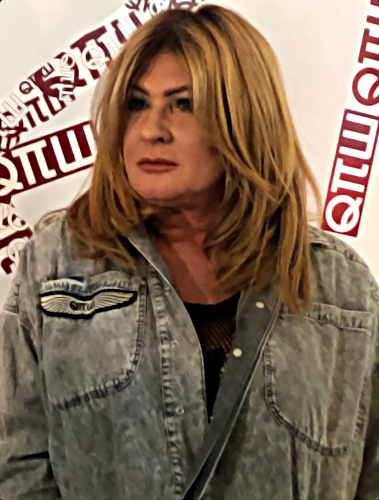
Kozidrak na pokazie mody Roberta Kupisza w Warszawie (2020)

Na początku 2020 zajęła pierwsze miejsce w plebiscycie „król i królowa polskiej muzyki” stacji telewizyjnej Kino Polska Muzyka. W maju uczestniczyła w akcji Hot16Challenge. Latem wystąpiła w Szczecinie na Wielkim koncercie nocy letniej transmitowanym przez TVP2 i w Uniejowie podczas kolejnej edycji Earth Festival emitowanym przez telewizję Polsat, ponadto premierę miała jej interpretacja hiphopowego utworu zespołu Zipera „Bez ciśnień”, którą nagrała w ramach projektu Lech Music: Festiwale Inaczej. We wrześniu zaśpiewała utwór „Cień wielkiej góry” z grupą Sound’n’Grace podczas koncertu „Cisza jak ta – muzyka Romualda Lipki” w ramach 57. KFPP w Opolu, poza tym zaangażowała się w kampanię ekologiczną Stowarzyszenia „Program Czysta Polska”, w której zwracała uwagę na pogłębiający się kryzys klimatyczny. W listopadzie wydała singiel „Bliżej”, który nagrała w ramach muzycznego projektu sieci Empik Miasto Muzyka. W 2020 została uhonorowana tytułem „kobiety roku” w kategorii „Ikona” w plebiscycie czasopisma „Glamour”. 31 grudnia zaśpiewała w Warszawie na polsatowskim koncercie noworocznym Sylwestrowa moc przebojów.
W lutym 2021 zaśpiewała utwór „Ta sama chwila” podczas koncertu Walentynki z Polsatem. Miesiąc później premierę miał singel Deemza „Kruki” z gościnnym udziałem Kozidrak i Sariusa. W maju premierę miała jej autobiografia Beata. Gorąca krew i singel „Gambit”, który zapowiedziała swój czwarty solowy album. W czerwcu zagrała z Bajmem recital „Płynie w nas gorąca krew” na Polsat SuperHit Festiwal 2021 w Sopocie, a podczas festiwalu otrzymała pamiątkowy diament od widzów Polsatu, nagrodę prezydenta Sopotu Jacka Karnowskiego oraz nagrodę z okazji 30-lecia Radia Zet. W sierpniu wydała singel „Biegiem”, który nagrała z Kamilem Bednarkiem, oraz zaśpiewała podczas Earth Festival w Uniejowie. Z powodu zatrzymania przez policję za prowadzenie samochodu pod wpływem alkoholu była zmuszona we wrześniu tymczasowo zawiesić karierę, m.in. nie zagrała zapowiedzianego wcześniej koncertu w ramach festiwalu Miasto muzyka by Empik na terenie lotniska na warszawskim Bemowie. W październiku powróciła na scenę gościnnym występem podczas koncertu Justyny Steczkowskiej, z którą wykonała premierowo ich wspólny utwór „Między nami”. 31 grudnia wystąpiła z utworami „Ta sama chwila” i „Co mi Panie dasz” na polsatowskim koncercie Sylwestrze Szczęścia na Stadionie Śląskim. 25 lutego 2022 premierę miał teledysk do piosenki „Między nami”, którą nagrała z Justyną Steczkowską. W 2022 uczestniczyła w pierwszej edycji programu rozrywkowego Mask Singer w TVN. 13 maja wydała singel „Jak dla mnie”, który zapowiedziała swoją czwartą płytę solową, a 12 sierpnia wydała utwór „Frajer”. 31 grudnia wystąpiła na polsatowskim sylwestrze i potwierdziła, że 23 lutego wyda album studyjny pt. 4B. Płytę promowała także singlem „Panama”, który wydała 27 stycznia 2023. W październiku ukazała się piosenka „Łobuz” – którą nagrała w duecie z Roxie Węgiel. 22 listopada 2024 premierę miał teledysk do jej singla „Kochaj mnie znów”, który wydała niezależnie, poza wytwórnią Sony Music. Pod koniec roku z powodu problemów zdrowotnych całkowicie wycofała się z życia publicznego.

## Charakterystyka muzyczna i inspiracje

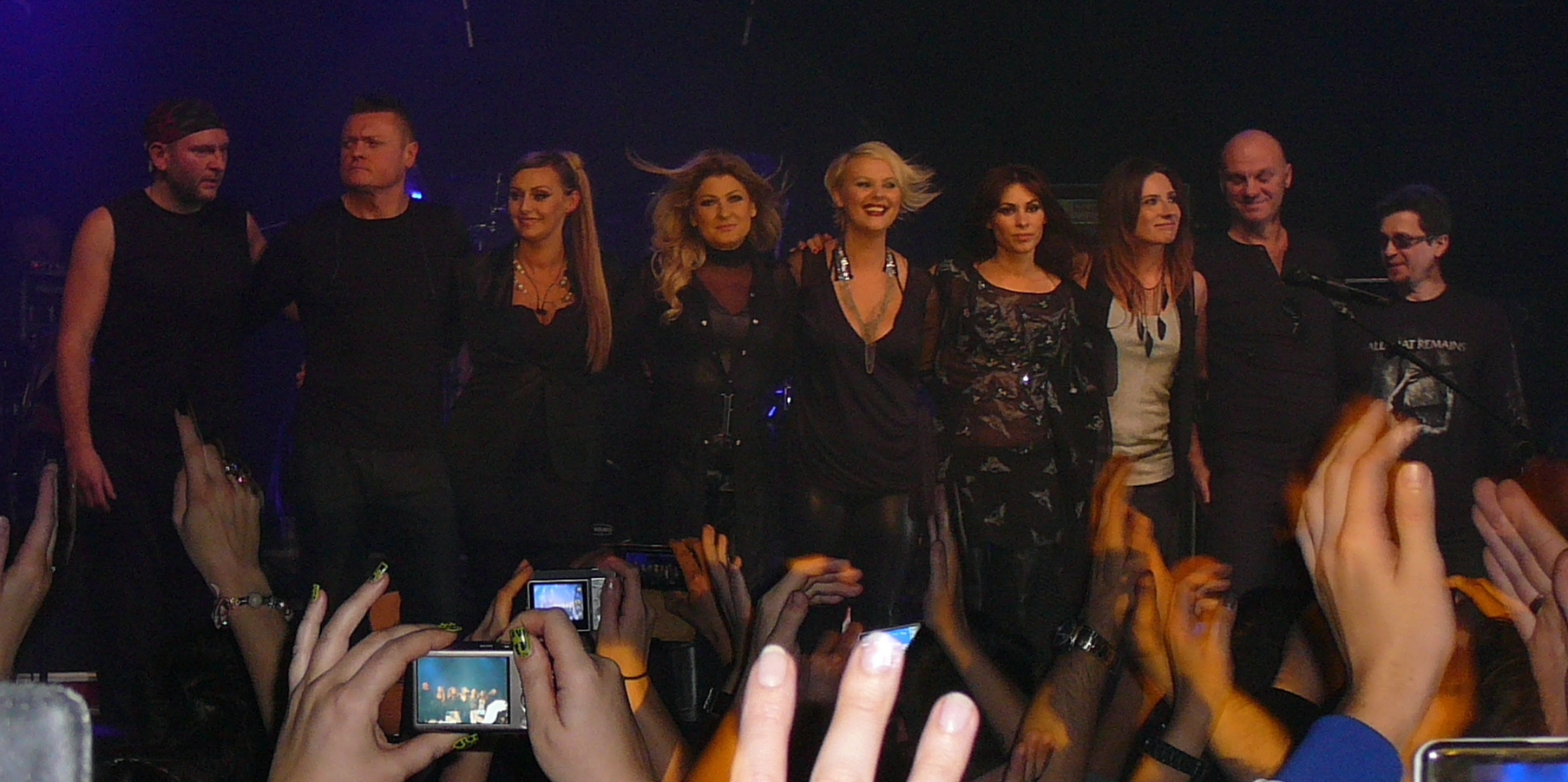
Kozidrak z zespołem Bajm w Edynburgu (2011)

W młodości była zafascynowana twórczością Czesława Niemena, ponadto słuchała muzyki wykonawców, takich jak m.in. Pink Floyd, Led Zeppelin, Queen, Suzi Quatro, The Beatles czy The Rolling Stones. W początkowym okresie Bajmu tworzyła z zespołem muzykę utrzymaną w stylistyce harcerskiej oraz ballady. Od lat 80. prezentuje z formacją repertuar rockowy, inspirowany m.in. twórczością amerykańskich i brytyjskich wykonawców, takich jak David Bowie, Guns N’ Roses, Bon Jovi, Van Halen, The Police, ZZ Top i Whitesnake. Jest także zafascynowana osobowością Marilyn Monroe, która stała się jej główną inspiracją do napisania słów piosenek z albumu Bajmu pt. Blondynka.
Posiada czterooktawową skalę głosu oraz osiąga rejestr gwizdkowy. Podczas nagrywania drugiej płyty z Bajmem inspirowała się wokalnie Niną Hagen. Po nagraniu trzeciego albumu z zespołem zaczęła inspirować się techniką śpiewania Ann Wilson z zespołu Heart. Podczas prac nad czwartą płytą grupy zainteresowała się muzyką soulową, która wpłynęła na kolejne zmiany w jej sposobie śpiewania.

## Wpływ na popkulturę
Uznawana za jedną z najpopularniejszych i najbardziej znanych polskich wokalistek. Beatę Kozidrak za swoją idolkę uznaje m.in. piosenkarka Edyta Górniak i Iwona Węgrowska.
Była jedną ze „100 najcenniejszych gwiazd polskiego show-biznesu” według danych magazynu „Forbes Polska”; jej wizerunek został wyceniony przez reklamodawców na: 338 tys. zł w 2008 (55. miejsce), 422 tys. zł w 2012 (40. miejsce), 450 tys. zł w 2013 (30. miejsce). Za koncertowanie w sezonie letnim 2007 miała zarobić ok. 3 mln zł. W 2013 miała zainkasować 4,3 mln zł w ciągu roku, zyskując status najbogatszej polskiej artystki, rok później zajęła trzecie miejsce wśród najlepiej zarabiających polskich piosenkarek 2014. Wystąpiła w spotach reklamowych: PKO BP (2008), usługi Konta Plus sieci telefonii komórkowej Plus (2017), sieci sklepów odzieżowych Zalando (2019), producenta zabawek Mattel (2020) i producenta napojów Coca-Cola (2021). 
W lutym 2019 w Teatrze Współczesnym w Szczecinie odbyła się premiera spektaklu Być jak Beata (reż. Magda Miklasz) inspirowanego twórczością i życiorysem Kozidrak.
W programie rozrywkowym Polsatu Twoja twarz brzmi znajomo w postać Kozidrak wcielili się: Kaja Paschalska, Katarzyna Pakosińska, Anna Dereszowska, Anna Guzik, Iga Krefft, Ewelina Lisowska, Gosia Andrzejewicz, Janusz Radek, Julia Kamińska i Mateusz Ziółko.
W 2020 rozpoczęły się prace nad fabularnym filmem biograficznym opartym na życiu Kozidrak w reżyserii Piotra Domalewskiego.

## Życie prywatne
9 czerwca 1979 poślubiła Andrzeja Pietrasa, współtwórcę i menedżera grupy Bajm, z którym rozwiodła się w 2016, wcześniej przez prawie dwa lata pozostając z nim w separacji. Z Pietrasem ma dwie córki: Katarzynę (ur. 7 grudnia 1981) i Agatę (ur. 22 września 1993). Ma troje wnuków.

### Konflikty z prawem
Na początku września 2021 została zatrzymana przez policję podczas prowadzenia pojazdu pod wpływem alkoholu. 29 października tego samego roku została skazana na sześć miesięcy prac społecznych, zakaz prowadzenia samochodu przez 5 lat i 10 tys. zł grzywny. Sytuacja została uznana za jeden z największych kryzysów biznesowych w polskich mediach w 2021. 4 maja 2022 Sąd Rejonowy dla Warszawy-Mokotowa wydał nieprawomocny wyrok za prowadzenie pojazdu w stanie nietrzeźwości (art. 178a § 1 k.k.). Za okoliczność łagodzącą Sąd uznał niekwestionowany dorobek artystyczny piosenkarki oraz jej zasługi dla polskiej muzyki i kultury. Artystka została zobowiązana do zapłaty 50 tys. zł grzywny, 20 tys. zł na rzecz funduszu postpenitencjarnego oraz otrzymała zakaz prowadzenia pojazdów na 5 lat. Tego samego dnia prokuratura skierowała do Sądu Okręgowego w Warszawie apelację od wyroku, uznając go za rażąco łagodny, prokurator zarzucił wyrokowi rażącą niewspółmierność kary wymierzonej oskarżonej w stosunku do stopnia społecznej szkodliwości oraz winy. W sierpniu Sąd Okręgowy w Warszawie uprawomocnił wyrok skazujący.

## Dyskografia
- Beata (1998)
- Teraz płynę (2005)
- B3 (2016)
- 4B (2023)

## Filmografia
- 1988: Pan Kleks w kosmosie jako księżniczka z Rock-Komety
- 2009: Niania jako ona sama (odc. 131)
- 2019: Orange Is the New Black – występ w spocie promocyjnym
- 2019: Playmobil: Film jako Wróżka Chrzestna (głos, polski dubbing)

## Publikacje
- 2021: Beata. Gorąca Krew[147] – książka autobiograficzna[85]

## Solowe nagrody, wyróżnienia i odznaczenia

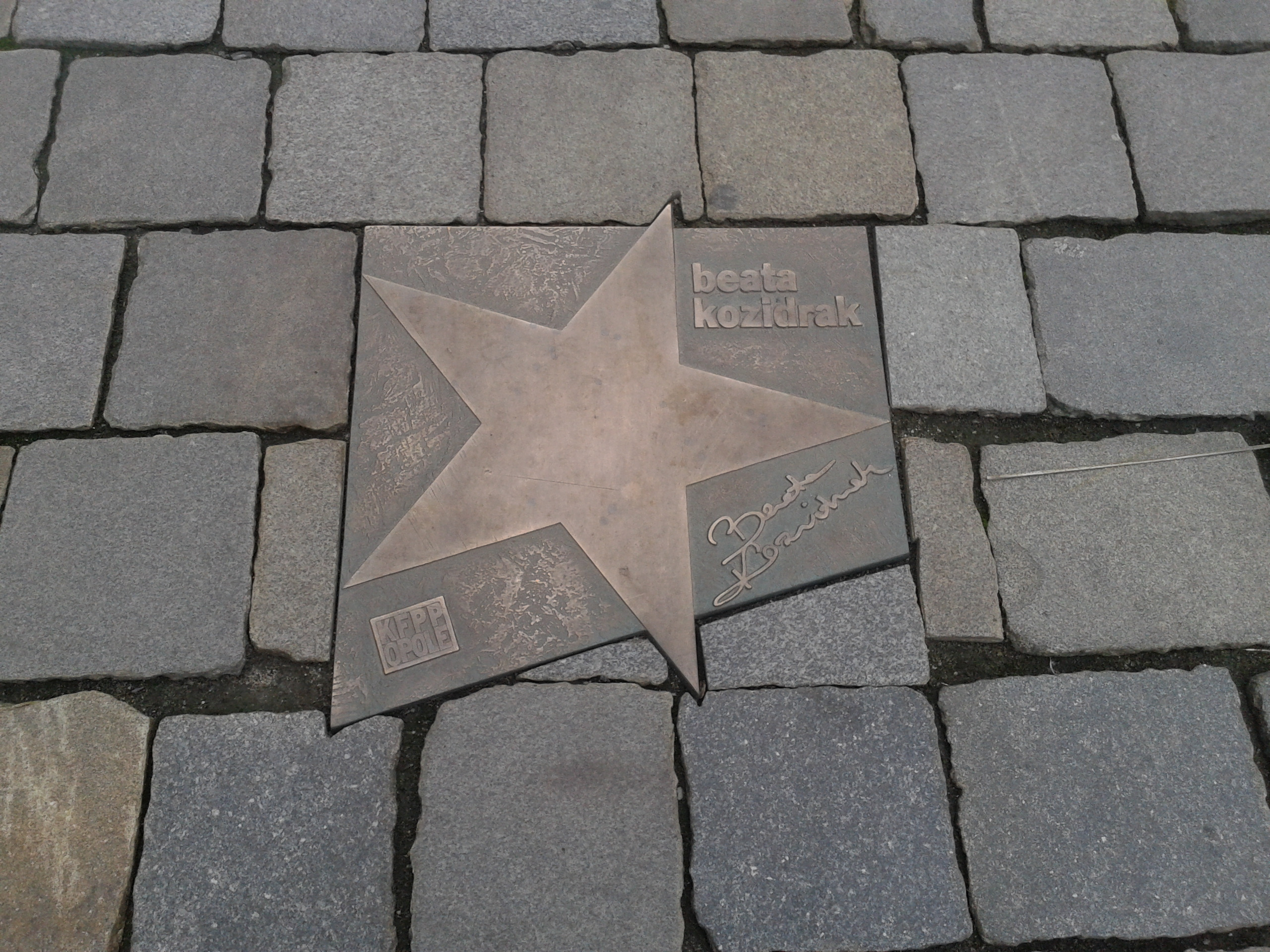
Gwiazda Beaty Kozidrak w Opolu

- 1986 – pierwsza nagroda za piosenkę „Diament i sól” na Festiwalu Piosenki Krajów Nadbałtyckich w Karlshamn
- 1987 – Grand Prix Midnight Sun Song Festival w Lahti za piosenkę „Hurry My Love”
- 1994 – Złota Karolinka Krajowego Festiwalu Piosenki w Opolu za całokształt działalności estradowej oraz „twórczy wkład w rozwój polskiej kultury”
- 1999 – Fryderyki w kategoriach: wokalistka roku oraz album roku pop (Beata)
- 2000 – Fryderyk w kategorii wokalistka roku
- 2006 – „Złote Dzioby” Radio Wawa w kategorii płyta roku
- 2006 – własna gwiazda w Alei Gwiazd Festiwalu Polskiej Piosenki w Opolu
- 2010 – honorowy tytuł Ambasadora Województwa Lubelskiego
- 2015 – Bursztynowy Słowik Polsat SuperHit Festiwal za całokształt twórczości[61]
- 2017 – Super Gwiazda Plejady za „wybitną osobowość sceniczną i niemal 40 lat sukcesów”[66]
- 2019 – nagroda w kategorii „Ikona kultury” podczas gali tygodnika „Wprost” – ShEO Awards 2019
- 2020 – kobieta roku według czasopisma „Glamour” (kategoria Ikona)[81]
- 2020 – pierwsze miejsce w plebiscycie „król i królowa polskiej muzyki” stacji telewizyjnej Kino Polska Muzyka[73]
- 2021 – diament od widzów Polsatu, nagroda prezydenta Sopotu oraz nagroda z okazji 30-lecia Radia Zet na Polsat SuperHit Festiwal 2021[87]
- 2025 – Złoty Fryderyk[148]